# 優収束定理
数学の測度論の分野におけるルベーグの優収束定理（ゆうしゅうそくていり、英: dominated convergence theorem）あるいは単にルベーグの収束定理とは、ある関数列に対して、そのルベーグ積分と、ほとんど至る所での収束という二つの極限操作が可換となるための十分条件について述べた定理である。また後述するこの定理のある特別な場合はしばしば（ルベーグの）有界収束定理と呼ばれる。
リーマン積分に対しては、優収束定理は成立しない。なぜならば、リーマン可積分関数の列の極限は多くの場合、リーマン可積分とはならないからである。優収束定理の持つ威力と有用性は、リーマン積分よりもルベーグ積分が理論的に優れているということを示すものである。ただもちろん有界収束定理の方はリーマン積分においても類似が成り立ち、これはしばしばアルツェラの有界収束定理と呼ばれる。
この定理は、確率変数の期待値の収束のための十分条件を与えるため、確率論の分野において広く利用されている。

## 定理の内容
{fn} を測度空間 (S, Σ, μ) 上の実数値可測関数の列とする。この列はある関数 f に各点収束し、次に述べる意味である可積分関数 g によって支配されるものとする：|fn(x)| ≤ g(x) が、すべての添え字 n および S 内のすべての点 x に対して成り立つ。このとき fn, f は可積分であり、
{\displaystyle \lim _{n\to \infty }\int _{S}|f_{n}-f|\,d\mu =0}
が成り立つ。これはまた
{\displaystyle \lim _{n\to \infty }\int _{S}f_{n}\,d\mu =\int _{S}\lim _{n\to \infty }f_{n}\,d\mu =\int _{S}f\,d\mu }
であることも意味する。
注意:
1. 「g が可積分である」というステートメントはルベーグ積分の意味においてである。すなわち、{\displaystyle \int _{S}|g|\,d\mu <\infty }となることである。
2. 関数列の収束と g による支配という条件は、次の仮定の下で、（μ に関して）ほとんど至る所成立すれば良いという様に緩められる：測度空間 (S, Σ, μ) は完備であるか、あるいは、f はほとんど至る所で存在する各点極限とほとんど至る所一致する可測関数である。（これらの条件が必要である理由は、そうでないと零集合 N ∈ Σ の非可測部分集合（英語版）が存在して f が非可測となりうるからである）。
3. μ(S) < ∞ のとき、支配的な可積分関数 g が存在するという条件は、関数列 {fn} が一様可積分であるという条件に緩めることが出来る（ヴィタリの収束定理を参照）。

## 定理の証明
ルベーグの優収束定理はファトウ–ルベーグの定理の特別な場合である。しかし、以下では、ファトゥの補題を本質的な道具として用いた、直接的な証明を行う。
ƒ は、g によって支配される可測関数の列 (fn) の各点収束極限であるため、それ自身もまた g によって支配される可測関数であり、したがって、可積分である。さらに、すべての n に対して
{\displaystyle |f-f_{n}|\leq |f|+|f_{n}|\leq 2g}
が成立し（この不等式は後で必要となる）、また
{\displaystyle \limsup _{n\to \infty }|f-f_{n}|=0.}
が成立する。この二つ目の等式は、f の定義により自明に分かる。ルベーグ積分の線型性および単調性により、
{\displaystyle {\biggl |}\int _{S}{f\,d\mu }-\int _{S}{f_{n}\,d\mu }{\biggr |}={\biggl |}\int _{S}{(f-f_{n})\,d\mu }{\biggr |}\leq \int _{S}{|f-f_{n}|\,d\mu }}
が得られる。逆ファトゥの補題により（ここで上述の、|f-fn| が可積分関数 2g により支配されるという不等式が必要となる）、
{\displaystyle \limsup _{n\to \infty }\int _{S}|f-f_{n}|\,d\mu \leq \int _{S}\limsup _{n\to \infty }|f-f_{n}|\,d\mu =0,}
が得られるが、これはその極限が存在し、消失すること、すなわち
{\displaystyle \lim _{n\to \infty }\int _{S}|f-f_{n}|\,d\mu =0}
を意味し、したがって定理の主張は示される。
もし定理の仮定が μ に関してほとんど至る所でのみ成立するものであれば、ある μ に関する空集合 N ∈ Σ が存在し、関数 ƒn1N は S 上の至る所でそれらの仮定を満たす。すると、 ƒ(x) は x ∈ S−N に対して ƒn(x) の各点収束極限であり、また x ∈ N に対して ƒ(x) = 0 であるため、ƒ は可測である。その積分の値は、μ に関する空集合 N には影響されない。

## 仮定についての考察
関数列がある可積分関数 g によって支配されるという仮定を外すことは出来ない。このことは次の例によって分かる。区間 [0, 1] 上の関数列 {fn} を次で定義する。(0, 1/n] 内の x に対しては fn(x) = n であり、それ以外の x に対しては fn(x) = 0 である。この列を支配するような g が存在するとしたら、それは各点上限 h = supn fn も支配しなければならない。今、
{\displaystyle \int _{0}^{1}h(x)\,dx\geq \int _{1/m}^{1}{h(x)\,dx}\geq \sum _{n=1}^{m-1}\int _{(1/(n+1),1/n]}{n\,dx}=\sum _{n=1}^{m-1}{\frac {1}{n+1}}\to \infty \quad {\text{as }}m\to \infty }
であることが、調和級数の発散性により分かる。したがって、ルベーグ積分の単調性により、そのような関数列を [0, 1] 上で支配するような可積分関数は存在しないことが分かる。次のような直接的な計算により、この場合の関数列の積分と各点収束極限の順序は交換できないことが分かる:
{\displaystyle \int _{0}^{1}\lim _{n\to \infty }f_{n}(x)\,dx=0\neq 1=\lim _{n\to \infty }\int _{0}^{1}f_{n}(x)\,dx}
（この関数列の各点収束の極限はゼロ関数であるから左辺は 0 である）。関数列 {fn} は一様可積分ですらないため、ヴィタリの収束定理を適用することも出来ない。

## 有界収束定理
優収束定理の一つの系として、次に述べる有界収束定理がある:  {fn} が実数値可測関数からなる一様有界な関数列で、有界な測度空間 (S, Σ, μ) （すなわち、μ(S) が有限）上である関数 f に各点収束するならば、この極限 f は可積分関数であり、
{\displaystyle \lim _{n\to \infty }\int _{S}{f_{n}\,d\mu }=\int _{S}{f\,d\mu }}
が成り立つ。
注意: この関数列の各点収束性と一様有界性は、次の仮定の下で、（μ に関して）ほとんど至る所成立すれば良いという様に緩められる：測度空間 (S, Σ, μ) は完備であるか、あるいは、f はほとんど至る所で存在する各点極限とほとんど至る所一致する可測関数である。
証明 — 
考えている関数列が一様有界であるため、ある実数 M が存在して、すべての x ∈ S とすべての n に対して |fn(x)| ≤ M が成立する。すべての x ∈ S に対して g(x) = M と定義する。すると、考えている関数列は g によって支配され、また g は測度有限の集合上の定数関数であることから可積分である。したがって、優収束定理を適用することによって定理は証明される。
もしも定理の仮定が μ に関してほとんど至る所でのみ成立するのであれば、μ に関する零集合 N ∈ Σ が存在して、関数 fn1S-N は S 上の至る所でその定理の仮定を満たす。

## Lp空間における優収束（系）
{\displaystyle (\Omega ,{\mathcal {A}},\mu )} を測度空間とし、p を 1 以上の実数とし、{fn} を {\displaystyle {\mathcal {A}}}-可測関数 {\displaystyle f_{n}\colon \Omega \to \mathbb {R} \cup \{\infty \}} からなる関数列とする。
関数列 {fn} は、μ に関してほとんど至る所である {\displaystyle {\mathcal {A}}}-可測関数 f に収束し、ある g ∈ Lp によって支配される、すなわち、すべての自然数 n に対して |fn ≤ g が μ に関してほとんど至る所で成立する、ということを仮定する。
このとき、すべての fn および f は Lp に属し、関数列 {fn} は Lp の意味において f へと収束する。すなわち
{\displaystyle \lim _{n\rightarrow \infty }\|f_{n}-f\|_{p}=\lim _{n\rightarrow \infty }\left(\int _{\Omega }|f_{n}-f|^{p}\,d\mu \right)^{1/p}=0}
が成立する。
証明のアイデア: 関数列 {\displaystyle h_{n}=|f_{n}-f|^{p}} と、それを支配する関数 {\displaystyle (2g)^{p}} に対して、元の定理を適用すれば良い。

## 拡張
優収束定理は、バナッハ空間に値を取る可測関数と上述のような非負かつ可積分である支配関数に対しても、適用可能である。

## 注
1. ↑  W. A. J. Luxemburg (1971), “Arzelà's dominated convergence theorem for the Riemann integral”, Amer. Math. Monthly 78:  970-979, doi:10.2307/2317801
2. ↑  Nadish de Silva (2010), “A concise, elementary proof of Arzelà's bounded convergence theorem”, Amer. Math. Monthly 117:  918-920, doi:10.4169/000298910x523407